# Donettes
Els Donettes són un aliment i marca registrada de brioixeria industrial produït per l'empresa catalana Panrico, pertanyent a la família d'Andreu Costafreda Montoliú. Varen ser inventats l'any 1976, poc més d'una dècada més tard que el producte estrella de la companyia, Donnuts.

## Valors nutricionals
Cada unitat de Donettes té una massa mitjana de 20 grams. És un producte habitual inclòs en el grup de les considerades com a màquines expenedores convencionals, que formen part de tendències alimentàries no saludables i que poden conduir a trastorns d'obesitat i patrons nutritius no recomanats per les autoritats sanitàries.
| Valor nutricional per cada 100 grams de producte |          |
| Energia                                          | 1.988 KJ |
| Valor calòric                                    | 476 Kcal |
| Àcids grassos (greixos)                          | 28 g     |
| Àcids grassos saturats                           | 17 g     |
| Glúcids                                          | 50 g     |
| Sucres                                           | 27 g     |
| Proteïnes                                        | 6 g      |
| Sal                                              | 0,29 g   |

## Producció i comunicació
Pel que fa a la seva producció industrial, d'ençà de 1997 Panrico instal·là una planta de producció alimentària a Pequín (Xina), en la qual hi produeix Donnetes («Xiao Duo Na Quan») i altres productes de brioixeria de xocolata. Està participada pel grup xinès Song Zhuang Industrial.
L'anàlisi de l'estratègia comunicativa i emprada en els anuncis de Donettes des de mitjan dècada de 1980 conclou que, en la societat juvenil espanyola, és un producte que transmet uns valors molt consolidats de l'amistat i de l'estima entre la mainada i la família, amb connotacions positives. Aquest sentiment està associat a les seves campanyes publicitàries històriques, que exposen el producte com a eminentment jove i per a compartir amb coneguts i amics.

### Polèmica publicitària
L'any 2011 el producte va patir una crisi i una polèmica publicitària arran d'una campanya que pretenia cercar un joc de paraules amb el fet de demanar de compartir aquest dolç entre amics. Panrico va llançar l'eslògan «A demanar, al metro» (original en castellà, «A pedir, al metro») a l'embolcall de cada paquet. Atesa la situació de precarietat econòmica derivada de la recessió econòmica global 2008-2012 a Espanya, es va desfermar una polèmica a la xarxa social Twitter que en va demanar la retirada i àdhuc el boicot a la companyia amb el lema #boicotDonettes. Hores després, l'empresa es disculpà i retirà tots els lots que tenia actius al mercat. Aquests fets s'han descrit com a cas d'estudi acadèmic en comunicació publicitària espanyola en diverses obres.